# Holiday Island (Arkansas)
Holiday Island es un lugar designado por el censo ubicado en el condado de Carroll en el estado estadounidense de Arkansas. En el Censo de 2010 tenía una población de 2373 habitantes y una densidad poblacional de 84,39 personas por km².

## Geografía
Holiday Island se encuentra ubicado en las coordenadas 36°28′54″N 93°42′47″O / 36.48167, -93.71306. Según la Oficina del Censo de los Estados Unidos, Holiday Island tiene una superficie total de 28.12 km², de la cual 27.78 km² corresponden a tierra firme y (1.21%) 0.34 km² es agua.

## Demografía
Según el censo de 2010, había 2373 personas residiendo en Holiday Island. La densidad de población era de 84,39 hab./km². De los 2373 habitantes, Holiday Island estaba compuesto por el 95.74% blancos, el 0.25% eran afroamericanos, el 0.97% eran amerindios, el 0.84% eran asiáticos, el 0.25% eran isleños del Pacífico, el 0.8% eran de otras razas y el 1.14% pertenecían a dos o más razas. Del total de la población el 2.82% eran hispanos o latinos de cualquier raza.